# Põltsamaa jõgi
Põltsamaa jõgi är ett vattendrag i Estland. Den är 136 km lång och därmed Estlands femte längsta flod. Den är ett högerbiflöde till Pedja jõgi som via Emajõgi mynnar i sjön Peipus och därmed ingår i Narvas avrinningsområde. 
Põltsamaa jõgi rinner igenom fyra landskap, Lääne-Virumaa, Jõgevamaa, Järvamaa och Viljandimaa. Källan ligger i Pandivere högland vid byn Ärina i Lääne-Virumaa. Den rinner söderut och passerar småköpingen Kiltsi. Den delas vid Nava jõgi som är en bifurkation och mynnar i Endla järv. Därefter utgör Põltsamaa jõgi gräns mellan Jõgevamaa och Järvamaa, fortsätter söderut och igenom staden Põltsamaa innan den korsar gränsen till Viljandimaa där den slutligen sammanflödar med Pedja jõgi strax norr om sjön Võrtsjärv. 